# Tateomys rhinogradoides
Espèce
Statut de conservation UICN

 DD  : Données insuffisantes
Tateomys rhinogradoides est une espèce de rongeur de la famille des Muridae, du genre Tateomys endémique d'Indonésie.

## Taxonomie
L'espèce est décrite pour la première fois par le zoologue américain Guy Graham Musser en 1969.

## Distribution et habitat

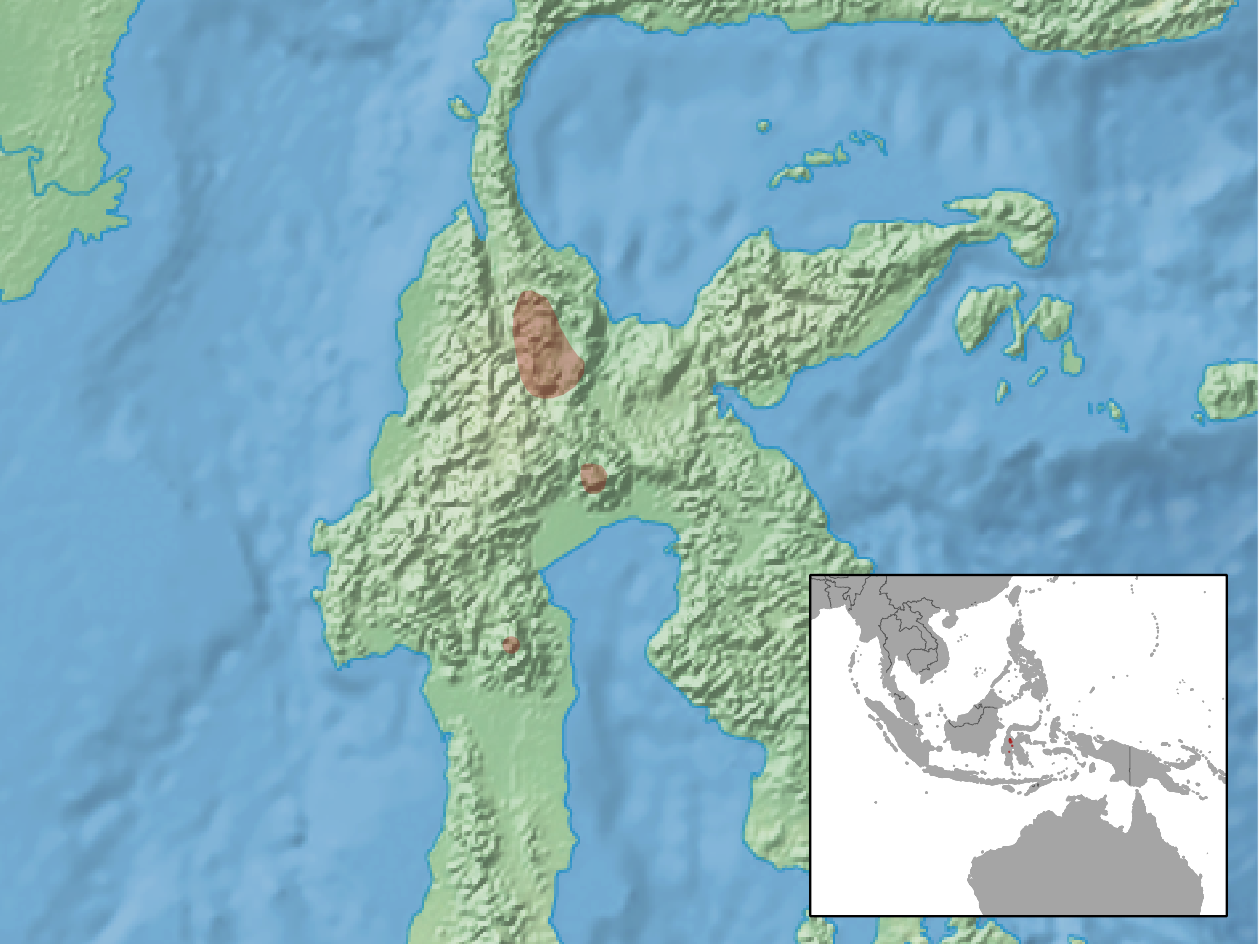
Répartition de l'espèce.

L'espèce est présente sur les monts Latimodjong, Nokilalaki et Tokala dans le centre de Sulawesi en Indonésie et pourrait également se rencontrer dans les régions montagneuses alentour.
L'espèce se rencontre entre à 2 200 mètres d'altitude dans le parc national de Lore Lindu.

## Écologie
Peu étudiée, le comportement de l'espèce est peu connu. Tateomys macrocercus se nourrit de vers de terre.

## Menaces
L'Union internationale pour la conservation de la nature la place dans la catégorie « Données insuffisantes » par manque de données relatives au risque d'extinction en 2006 après qu'elle l'a classée vulnérable depuis 1996.